# Medhaṅkara

Phật Ma Đăng Ca (Tiếng Pāli: Medhaṅkara) là vị Phật thứ hai trong số 27 vị Phật xuất hiện trước Phật Thích-ca. Ông là vị Phật thứ hai trong kiếp Sāramaṇḍa.
Trong kinh Buddhavaṃsa (Phật chủng tính kinh), ông được nhắc tới một cách ngắn gọn như sau:
Vô số kiếp trước, Đức Phật Taṇhaṅkara, Đức Phật Medhaṅkara, Đức Phật Saraṇaṅkara và Đức Phật Dīpaṃkara đã được sinh ra trong kiếp Sāramaṇḍa.

## Tiểu sử
Phật Ma Đăng Ca sinh ra ở Yaghara, là con của vua Sudeva và hoàng hậu Yasodharā. Sau khi trưởng thành, ông đã kế vị và trị vì đất nước trong 8.000 năm. Sau khi nhìn thấy bốn dấu hiệu, ông đã quyết định rời khỏi lâu đài. Ngay sau khi người con trai của mình chào đời, ông đã bỏ vào rừng tu hành. Ông đã tu khổ hạnh trong nửa tháng (15 ngày). Ông đã đạt được giác ngộ dưới gốc bồ đề gièng gièng.
Tiền kiếp của Phật Thích-ca vào thời đó đã trở thành đệ tử của ông và xin ông thọ ký cho ước nguyện sẽ thành Phật. Tuy nhiên, ông đã không chứng nguyện vì nhân duyên của người đệ tử chưa đầy đủ. Sau khi chết Phật Thích-ca, vào thời đó đã tái sinh thành Deva tại cõi dục (kāma-dhātu). 
Phật Ma Đăng Ca sống được 90.000 năm, ông đã giải thoát cho rất nhiều chúng sinh. Ông đã nhập nibbāna (niết-bàn) cùng với các đệ tử của mình.